# Michajlovsk, Sverdlovsk oblast
Michajlovsk (ryska Михайловск) är en stad i Sverdlovsk oblast i Ryssland. Den ligger 163 kilometer sydväst om Jekaterinburg. Folkmängden uppgår till cirka 9 000 invånare.

## Historia
Staden grundades 1805 med namnet Michajlovskij Zavod (ryska Михайловский Завод). Stadsrättigheter erhölls 1961 och staden fick då sitt nuvarande namn.